# Deklaracija o zajedničkom jeziku
Deklaracija o zajedničkom jeziku je programatsko-protestni tekst odnosno deklaracija o hipotetskom zajedničkom jeziku koji se govori u Bosni i Hercegovini, Hrvatskoj, Srbiji i Crnoj Gori, pripremljena krajem 2016. i početkom 2017. u krugovima lingvista, književnika i drugih stručnjaka iz sve četiri države, i objavljena 30. marta 2017. s potpisom više od 200 istaknutih bosanskohercegovačkih, hrvatskih, srpskih i crnogorskih intelektualaca. Na tragu Deklaracije o nazivu i položaju hrvatskog književnog jezika iz 1967, čija je 50. godišnjica obilježena sredinom istog mjeseca, i pred zahtjevima novog doba i pojava koje je ono donijelo, Deklaracija o zajedničkom jeziku ukazuje na važne teme vezane za međusobno razumljive jezike jezike bošnjački, hrvatski, srpski i crnogorski. Značajan udio u povećanju mozaičnosti stavova o tzv. zajedničkom jeziku ima naučna srbistika, koja od ’90-ih godina 20. vijeka stoji na stanovištu: „Savremeni srpski je, dakle, jedan standardno policentričan i varijantski raslojen jezik. Zato se on, s obzirom na strukturnu istost a varijantsku raslojenost, ostvaruje i kao srpski jezik i kao srpski jezici.”

## Sadržaj Deklaracije
U Deklaraciji se konstatuje da Bošnjaci, Srbi, Hrvati i Crnogorci govore zajedničkim policentričnim standardnim jezikom. Takođe je rečeno i da je jezička politika naglašavanja razlika u varijetetima/varijantama dovela do niza negativnih pojava u kojima se jezičko izražavanje nameće kao kriterijum nacionalne (etničke) pripadnosti i sredstvo iskazivanja političke lojalnosti. Potpisnici Deklaracije navode da se jezik i narod ne moraju podudarati, da svaki nacionalni kolektiv može svoju varijantu samostalno normirati i da su one međusobno ravnopravne. Pozivaju na prestanak etnokratijom uzrokovanih razdvajanja djece po nacionalnoj osnovi u školama u ime toga što navodno govore drugim jezikom, te se zalažu za slobodu jezičkog izražavanja svakog pojedinca.

## Regionalni projekat Jezici i nacionalizmi
Deklaraciji je prethodio regionalni projekat Jezici i nacionalizmi, u okviru kojeg su se tokom 2016. odvijale konferencije u četiri države, čime je na terenu dobijen uvid u aktuelno stanje i probleme. Projekat je inspiraciju imao u knjizi Jezik i nacionalizam, a organizovala su ga četiri nevladina udruženja iz svake od uključenih zemalja: P.E.N. Centar u BiH iz Sarajeva, udruga Kurs iz Splita, KROKODIL iz Beograda te Centar za građansko obrazovanje iz Podgorice. Organizovana interdisciplinarno, serija ekspertskih konferencija održanih u Podgorici, Splitu, Beogradu i Sarajevu odvijala se tako da su uz lingviste učestvovali i književnici, novinari, antropolozi i dr. Velik značaj dat je i uključivanju brojne publike. Naslovi debatnih krugova u okviru konferencija dati su u tabeli ispod.
| Mjesto    | Naziv debatnog kruga                                  | Datum         |
| --------- | ----------------------------------------------------- | ------------- |
| Podgorica | Govori li svaki narod u Crnoj Gori drugim jezikom?    | 21. 4. 2016.  |
| Podgorica | Kakav je smisao povećavanja jezičkih razlika?         | 22. 4. 2016.  |
| Split     | Prijeti li anarhija ako ne propisujemo kako govoriti? | 19. 5. 2016.  |
| Split     | Što ako Hrvati i Srbi imaju zajednički jezik?         | 20. 5. 2016.  |
| Beograd   | Ko kome krade jezik?                                  | 5. 10. 2016.  |
| Beograd   | Ideologija ispravnog jezika                           | 6. 10. 2016.  |
| Sarajevo  | Političke manipulacije temom jezika                   | 23. 11. 2016. |
| Sarajevo  | Lektori kao utjerivači nacionalnosti                  | 24. 11. 2016. |

## Sastavljanje teksta Deklaracije
U sastavljanju teksta Deklaracije učestvovalo je preko 30 stručnjaka raznih profila i nacionalnosti iz sve četiri države, a proces pisanja je trajao više mjeseci. Inicijativa se pojavila neposredno nakon posljednje konferencije u Sarajevu, kada je grupa mladih ljudi u tom gradu — koji su obrazovanje prošli kroz tzv. dvije škole pod jednim krovom — došla na ideju da sastavi tekst kojim bi potaknula na promjenu jezičke politike u sve četiri zemlje, a naslovili su ga Deklaracija o zajedničkom jeziku. Poslije nekoliko još razrađenijih verzija prepustili su dalju doradu profesionalnim lingvistima, tako da je sljedećih mjeseci Deklaracija dorađivana u Zagrebu pa se zato može zvati i novom Zagrebačkom deklaracijom. Odlučeno je da izrada Deklaracije bude nastavak projekta Jezici i nacionalizmi. Posljednju verziju u 2016. potpisalo je na individualno upućen poziv 40 istaknutih intelektualaca, velikim dijelom iz Hrvatske. Neočekivano brojan odaziv kao i nekoliko prijedloga u kojem smjeru fokusirati tekst naveli su na zaključak da u društvu postoji velika potreba za ovakvom deklaracijom. Nastavljen je rad formiranjem odbora stručnjaka različitih nacionalnosti iz sve četiri zemlje, koji su 16. i 17. januara 2017. u Zagrebu radili na konačnoj verziji Deklaracije. Nakon sastanka tekst je upućen i na recenziju dvadesetak konsultanata, čiji su neki prijedlozi zatim ugrađeni u završnu formu teksta. Deklaracija o zajedničkom jeziku s više od 200 potpisa istaknutih intelektualaca iz Hrvatske, Crne Gore, Bosne i Hercegovine i Srbije istovremeno je predstavljena javnosti 30. marta 2017. u Zagrebu, Podgorici, Beogradu i u Sarajevu, gdje je upriličena i konferencija za medije i dva debatna kruga za javnost s naslovima Šta je zajednički jezik? i Jezik i budućnost. Zatim je Deklaracija ponuđena za dalje potpisivanje svim zainteresovanim osobama.

## Tekst
Suočeni s negativnim društvenim, kulturnim i ekonomskim posljedicama političkih manipulacija jezikom i aktualnih jezičnih politika u Bosni i Hercegovini, Crnoj Gori, Hrvatskoj i Srbiji, mi, doljepotpisani, donosimo
DEKLARACIJU O ZAJEDNIČKOM JEZIKU
Na pitanje da li se u Bosni i Hercegovini, Crnoj Gori, Hrvatskoj i Srbiji upotrebljava zajednički jezik – odgovor je potvrdan.
Riječ je o zajedničkom standardnom jeziku policentričnog tipa – odnosno o jeziku kojim govori više naroda u više država s prepoznatljivim varijantama – kakvi su njemački, engleski, arapski, francuski, španjolski, portugalski i mnogi drugi. Tu činjenicu potvrđuju štokavica kao zajednička dijalekatska osnovica standardnog jezika, omjer istoga spram različitoga u jeziku i posljedična međusobna razumljivost.
Korištenje četiri naziva za standardne varijante – bosanski, crnogorski, hrvatski i srpski – ne znači da su to i četiri različita jezika.
Inzistiranje na malom broju postojećih razlika te nasilnom razdvajanju četiri standardne varijante dovodi do niza negativnih društvenih, kulturnih i političkih pojava, poput korištenja jezika kao argumenta za segregaciju djece u nekim višenacionalnim sredinama, nepotrebnih ”prevođenja” u administrativnoj upotrebi ili medijima, izmišljanja razlika gdje one ne postoje, birokratskih prisila, kao i cenzure (te nužno auto-cenzure), u kojima se jezično izražavanje nameće kao kriterij etno-nacionalne pripadnosti i sredstvo dokazivanja političke lojalnosti.
Mi, potpisnici ove Deklaracije, smatramo da
- činjenica postojanja zajedničkog policentričnog jezika ne dovodi u pitanje individualno pravo na iskazivanje pripadnosti različitim narodima, regijama ili državama;
- svaka država, nacija, etno-nacionalna ili regionalna zajednica može slobodno i samostalno kodificirati svoju varijantu zajedničkog jezika;
- sve četiri trenutno postojeće standardne varijante ravnopravne su i ne može se jedna od njih smatrati jezikom, a druge varijantama tog jezika;
- policentrična standardizacija je demokratski oblik standardizacije najbliži stvarnoj upotrebi jezika;
- činjenica da se radi o zajedničkom policentričnom standardnom jeziku ostavlja mogućnost svakom korisniku da ga imenuje kako želi;
- između standardnih varijanti policentričnog jezika postoje razlike u jezičnim i kulturnim tradicijama i praksama, upotrebi pisma, rječničkom blagu kao i na ostalim jezičnim razinama, što mogu pokazati i različite standardne varijante zajedničkog jezika na kojima će ova Deklaracija biti objavljena i korištena;
- standardne, dijalekatske i individualne razlike ne opravdavaju nasilno institucionalno razdvajanje, već naprotiv, doprinose ogromnom bogatstvu zajedničkog jezika.

Stoga, mi, potpisnici ove Deklaracije, pozivamo na
- ukidanje svih oblika jezične segregacije i jezične diskriminacije u obrazovnim i javnim ustanovama;
- zaustavljanje represivnih, nepotrebnih i po govornike štetnih praksi razdvajanja jezika;
- prestanak rigidnog definiranja standardnih varijanti;
- izbjegavanje nepotrebnih, besmislenih i skupih ”prevođenja” u sudskoj i administrativnoj praksi kao i sredstvima javnog informiranja;
- slobodu individualnog izbora i uvažavanje jezičnih raznovrsnosti;
- jezičnu slobodu u književnosti, umjetnosti i medijima;
- slobodu dijalekatske i regionalne upotrebe;
- i, konačno, slobodu miješanja, uzajamnu otvorenost te prožimanje različitih oblika i izričaja zajedničkog jezika na sveopću korist svih njegovih govornika.

U Zagrebu, Podgorici, Beogradu i Sarajevu, 30. 3. 2017.

## Kritike
Za razliku od nekih srbista koji su potpisali Deklaraciju, npr. Ljiljane Subotić, Miloš Kovačević je iskazao prigovor. Međutim, potom je u televizijskom razgovoru sastavljača Deklaracije s njim ustanovljena podudarnost stavova s tim da se Deklaracija jednostavno ne bavi temom naziva tog jezika nego to pitanje prepušta nekom budućem usaglašavanju lingvista iz četiri zemlje. Deklaracija unapred ne odbacuje ni jednu reč kao rezultat budućeg dogovora oko jednog zajedničkog naziva tog policentričnog jezike, pa tako ni reč "srpski".
Kritike pojedinih političkih krugova su negativne, tako da Hrvatska akademija nauka i umjetnosti — u izjavi njenog predsjednika Zvonka Kusića — povodom Deklaracije kaže da su:
... apsurdne, uzaludne i besmislene svake inicijative koje bi dovodile u pitanje pravo hrvatskog naroda na svoj vlastiti jezik s njegovim nacionalnim imenom...
Hrvatska ministarka kulture Nina Obuljan Koržinek, Deklaraciju je nazvala političkom inicijativom, dok je nekoliko portala objavilo komentare niskog kulturnog stila.

## Potpisnici
Deklaraciju je potpisalo 228 intelektualaca, novinara, glumaca, književnika, režisera i istoričara, te preko 8.500 ljudi sveukupno (oktobar 2017). Neki od potpisnika Deklaracije su:
- Dritan Abazović
- Boban Arsenijević
- Vladimir Arsenijević
- Vladislav Bajac
- Snježana Banović
- Lana Barić
- Svetislav Basara
- Lana Bastašić
- Zorana Bećić
- Izudin Bajrović
- Milena Minja Bogavac
- Ivana Bodrožić
- Stefan Bošković
- Ermin Bravo
- Balša Brković
- Ranko Bugarski
- Dragan Bursać
- Dragana Varagić
- Dragan Velikić
- Vladimir Veličković
- Nenad Veličković
- Radina Vučetić
- Bojana Vunturišević
- Igor Galo
- Rinko Golubović
- Vladislava Gordić Petković
- Zdravko Grebo
- Rajko Grlić
- Dinko Gruhonjić
- Filip David
- Ela Dvornik
- Boris Dežulović
- Dejan Jović
- Jasna Diklić
- Milena Dragićević Šešić
- Rade Dragojević
- Daša Drndić
- Ferida Duraković
- Varja Đukić
- Dubravka Đurić
- Pjer Žalica
- Jasmila Žbanić
- Isidora Žebeljan
- Boguslav Zjelinjski
- Aleksandar Zograf
- Miodrag Zupanc
- Viktor Ivančić
- Ivan Ivanji
- Saša Ilić (pisac)
- Damir Karakaš
- Mirjana Karanović
- Srđan Karanović
- Aleksej Kišjuhas
- Ivan Klajn
- Goran Kljajić
- Željko Komšić
- Todor Kuljić
- Tomislav Z. Longinović
- Predrag Lucić
- Zoran Lučić
- Siniša Malešević
- Vesna Mališić
- Domagoj Margetić
- Goran Marković
- Ana Martinoli
- Maša Kolanović
- Vladimir K. Miličić
- Ljubiša Milišić
- Snježana Milivojević
- Mirjana Miočinović
- Dragoljub Mićunović
- Dino Mustafić
- Elvedin Nezirović
- Aleksandar Novaković
- Miloš Okuka
- Borka Pavićević
- Dušan-Vladislav Pažđerski
- Teofil Pančić
- Marija Perović
- Milutin Petrović
- Vesna Pešić
- Drago Pilsel
- Šerbo Rastoder
- Ana Ristović
- Vedrana Rudan
- Borka Rudić
- Svenka Savić
- Olja Savičević Ivančević
- Nedim Sejdinović
- Vildana Selimbegović
- Svetlana Slapšak
- Biljana Srbljanović
- Srđan Srdić
- Boban Stojanović
- Dubravka Stojanović
- Feđa Stojanović
- Tanja Stupar Trifunović
- Srđan Tešin
- Dejan Tiago-Stanković
- Marko Tomaš
- Ante Tomić
- Radmila Tomović
- Ljubinka Trgovčević Mitrović
- Srbijanka Turajlić
- Bora Ćosić
- Edvin Kanka Ćudić
- Velimir Ćurgus Kazimir
- Dubravka Ugrešić
- Lenka Udovički
- Emir Fejzić
- Luna Filipović
- Stevan Filipović
- Senahid Halilović
- Nihad Hasanović
- Maja Herman Sekulić
- Oto Horvat
- Darko Cvijetić
- Dejan Čavić
- Nadežda Čačinovič
- Đurđica Čilić
- Ivan Čolović
- Noam Čomski
- Jasna Šamić
- Rade Šerbedžija
- Danko Šipka
- Tanja Šljivar
- Slobodan Šnajder
- Tatjana Šojić

## Spoljašnje veze
- Zvanični veb-sajt konferencije i Deklaracije: Jezici i nacionalizmi Arhivirano na veb-sajtu  (9. avgust 2018)
- Kritička analiza stare Deklaracije
- Snimak konferencije Jezici i nacionalizmi u Beogradu na sajtu